# Neomyxine
Neomyxine – monotypowy rodzaj bezżuchwowca z podrodziny Myxininae w obrębie rodziny śluzicowatych (Myxinidae).

## Zasięg występowania
Rodzaj obejmuje gatunki występujące w wodach południowo-zachodniego Oceanu Spokojnego.

## Etymologia
Neomyxine: gr. νεος neos „nowy”; rodzaj Myxine Linnaeus, 1758.

## Klasyfikacja
Do rodzaju zaliczane są następujące gatunki:
- Neomyxine biniplicata (Richardson & Jowett, 1951)
- Neomyxine caesiovitta Stewart & Zintzen, 2015